# Municipalità regionale della contea di La Vallée-de-l'Or
La municipalità regionale di contea di La Vallée-de-l'Or è una municipalità regionale di contea del Canada, localizzata nella provincia del Québec, nella regione di Abitibi-Témiscamingue.
Il capoluogo è Val-d'Or.

## Città principali
- Malartic
- Senneterre
- Val-d'Or